# Я, робот (За гранью возможного, 1964)
«Я, робот» (англ. The Outer Limits: I, Robot) — телефильм, поставленный режиссёром Леоном Бенсоном по мотивам рассказов Эндо Биндера «Я, робот» и «Суд над Адамом Линком, роботом» — первых двух рассказов из серии о роботе Адаме Линке. Фильм вышел 14 ноября 1964 года на канале ABC как 9 серия 2 сезона телесериала «За гранью возможного». Роли исполнили Говард Да Силва, Форд Рейни, Марианна Хилл, Леонард Нимой, Джон Хойт.

## Сюжет
|  | Господь посмотрел на созданный Им мир и сказал, что это хорошо. Но Человек не был доволен. Он искал способы сделать мир лучше и строил для этого машины. Но тщетно мы строим свой мир, если его строитель не растёт с ним. |

Адвокат Турман Катлер берётся защищать Адама Линка — робота, обвиняемого в предумышленном убийстве своего создателя, доктора Чарлза Линка.
Робот утверждает, что смерть жертвы была результатом несчастного случая. Несмотря на свидетельства того, что после первого включения робот действовал методом проб и ошибок, ведя себя как ребёнок и не осознавая своей механической мощи, судья выносит обвинительный приговор.
Когда Адама выводят из здания суда, чтобы отправить на разборку, он высвобождается из своих уз, чтобы отбросить в сторону ребёнка, оказавшегося на пути грузовика, но сам превращается в гору металлолома. Глядя на это, адвокат Катлер сардонически замечает: «Этот ужасный монстр больше не причинит никому вреда».
|  | Каждая катастрофа ведёт к некоторому прогрессу. Человек построит больше роботов и научится делать их лучше. А со временем, возможно, он научится делать такое и с собой. |

## Ремейк
В 1995 году был заново снят одноимённый эпизод, который вышел в рамках ремейка телесериала «За гранью возможного».
Актёр Леонард Нимой снялся в обеих версиях этой серии.